# FriedensForum
FriedensForum ist eine zweimonatlich erscheinende Zeitschrift der Friedensbewegung. Herausgegeben wird die Zeitschrift vom „Netzwerk Friedenskooperative“  in Zusammenarbeit mit dem „Förderverein Frieden“.
Das FriedensForum erscheint seit 1983, damals unter dem Namen „Rundbrief der Friedensbewegung“. Im Jahr 1989 wurde der Name in FriedensForum geändert.
Seit 1997 ist die Zeitschrift auch online verfügbar. Die Auflage beträgt 3.000 Hefte pro Ausgabe, davon 2750 Abonnements.

## Themen
Das FriedensForum bietet Informationen über Aktionen und Kampagnen der verschiedenen Gruppen und Organisationen aus der Friedensbewegung, sowie kritische Hintergrundinformationen, Analysen und Kommentare zur aktuellen politischen Lage.
In jeder Ausgabe setzt die Redaktion außerdem ein Schwerpunktthema, das von der Friedensbewegung nahestehenden Experten beleuchtet wird. Zu den Schwerpunktthemen der letzten Jahre gehörten u. a. der Krieg in Afghanistan, der Arabische Frühling, Menschenrechte, Menschenwürde, Rüstungslobbyismus, Rüstungsexporte und Völkerrecht.

## Redaktion und Autoren
Die ehrenamtlich tätige Redaktion des FriedensForums besteht aus Vertretern verschiedener Organisationen der Friedensbewegung:
- Martin Singe (Komitee für Grundrechte und Demokratie)
- Christine Schweitzer (Bund für Soziale Verteidigung)
- Otmar Steinbicker (Aixpaix) und
- Renate Wanie (Werkstatt für Gewaltfreie Aktion, Baden)

An der redaktionellen Mitarbeit beteiligen sich die Mitarbeiter des „Netzwerk Friedenskooperative“.
Das FriedensForum hat einen Stamm von Autoren aus Friedensbewegung und Friedensforschung, wozu auch Autoren aus anderen Ländern gehören. Die Zeitschrift erscheint in deutscher Sprache. Fremdsprachige Artikel werden übersetzt; sie dienen dem Transfer von Diskussionen aus dem Ausland nach Deutschland.